# Surazomus
Genre
Surazomus est un genre de schizomides de la famille des Hubbardiidae.

## Distribution
Les espèces de ce genre se rencontrent en Amérique, du Mexique au Brésil.

## Liste des espèces
Selon Schizomids of the World (version 1.0) :
- Surazomus arboreus Cokendolpher & Reddell, 2000
- Surazomus boliviensis Cokendolpher & Reddell, 2000
- Surazomus brasiliensis (Kraus, 1967)
- Surazomus brus Armas, Villareal & Viquez, 2010
- Surazomus chavin Pinto-da-Rocha, 1996
- Surazomus cuenca (Rowland & Reddell, 1979)
- Surazomus cumbalensis (Kraus, 1957)
- Surazomus inexpectatus Armas, Villareal & Viquez, 2010
- Surazomus macarenensis (Kraus, 1957)
- Surazomus manaus Cokendolpher & Reddell, 2000
- Surazomus mirim Cokendolpher & Reddell, 2000
- Surazomus nara Armas & Viquez, 2011
- Surazomus paitit Bonaldo & Pinto-da-Rocha, 2007
- Surazomus pallipatellatus (Rowland & Reddell, 1979)
- Surazomus rodriguesi Cokendolpher & Reddell, 2000
- Surazomus selva Armas, Villareal & Viquez, 2010
- Surazomus sturmi (Kraus, 1957)
- Surazomus uarini Santos & Pinto-da-Rocha, 2009
- Surazomus vaughani Armas & Viquez, 2011

et décrites depuis
- Surazomus algodoal Ruiz & Valente, 2017
- Surazomus antonioi Armes & Viquez, 2014
- Surazomus chiapasensis Monjaraz-Ruedas, Prendini & Francke, 2020
- Surazomus escondido Monjaraz-Ruedas, Prendini & Francke, 2020
- Surazomus kitu Villareal, Miranda & Giupponi, 2016
- Surazomus palenque Villareal, Miranda & Giupponi, 2016
- Surazomus peregrinus Monjaraz-Ruedas, Prendini & Francke, 2020
- Surazomus rafaeli Salvatierra, 2018
- Surazomus saturninoae Ruiz & Valente, 2019

## Publication originale
- Reddell & Cokendolpher, 1995 : « Catalogue, bibliography and generic revision of the order Schizomida (Arachnida). » Texas Memorial Museum Speleological Monographs, no 4, p. 1-170 (texte intégral).